# Philippe Joseph Tassaert
Philippe Joseph Tassaert (getauft am 18. März 1732 in Antwerpen; † 6. Oktober 1803 in London) war ein flämischer Maler, Schabstecher und Kunsthändler aus der Künstlerfamilie Tassaert.

## Biografie
Philippe Joseph Tassaert war ein Sohn des Diamantenhändlers Jean Pierre Tassaert II (* 1700) und seiner Frau Claire Marie Brandts, sowie Enkel des Antwerpener Malers Jean Pierre Tassaert I (1651–1724). Während sein älterer Bruder Jean Pierre Antoine sich für die Bildhauerei entschied und sein Heimatland in sehr jungen Jahren verließ, blieb er zunächst in Antwerpen und erlernte Malerei und Kupferstich. 1756 wurde er als Meister in die Lukasgilde aufgenommen. Anschließend ging er nach London, wo er Schüler des Porträtmalers Thomas Hudson wurde. Nach einer Reise nach Irland, wo er Brigitte Morgan heiratete, kehrte er nach Antwerpen zurück, wo 1757, 1758 und 1759 seine drei Söhne getauft wurden. 1769 hielt er sich in Brüssel auf, wo er den Titel „Maler Seiner Königlichen Hoheit Prinz Karl von Lothringen“ trägt. Im selben Jahr trat er der Society of Artists of Great Britain bei und stellte seine Kupferstiche aus. 1771 wurde er für ein Jahr zum Direktor der Free Society of Artists gewählt und 1774 übernahm er deren jährlichen Vorsitz. Von 1775 bis 1777 war er Präsident der Free Society of Artists.
In den Jahren 1785 bis 1790 hielt er sich in Rom auf und besuchte im Mai 1790 die Witwe seines Bruders in Berlin. Nach London zurückgekehrt, war er als Restaurator alter Gemälde und Kunsthändler tätig, insbesondere als Agent für Christie’s für die Sammlung Orléans. 

Werkbeispiele
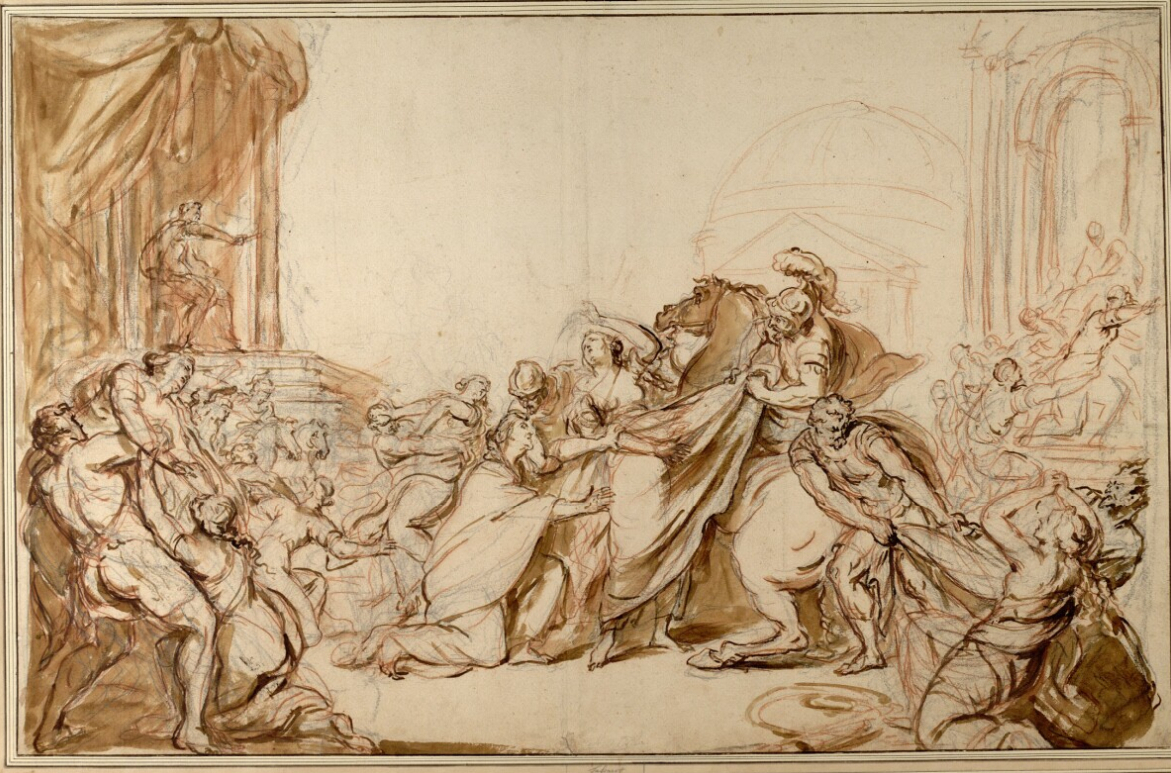
Der Raub der Sabinerinnen
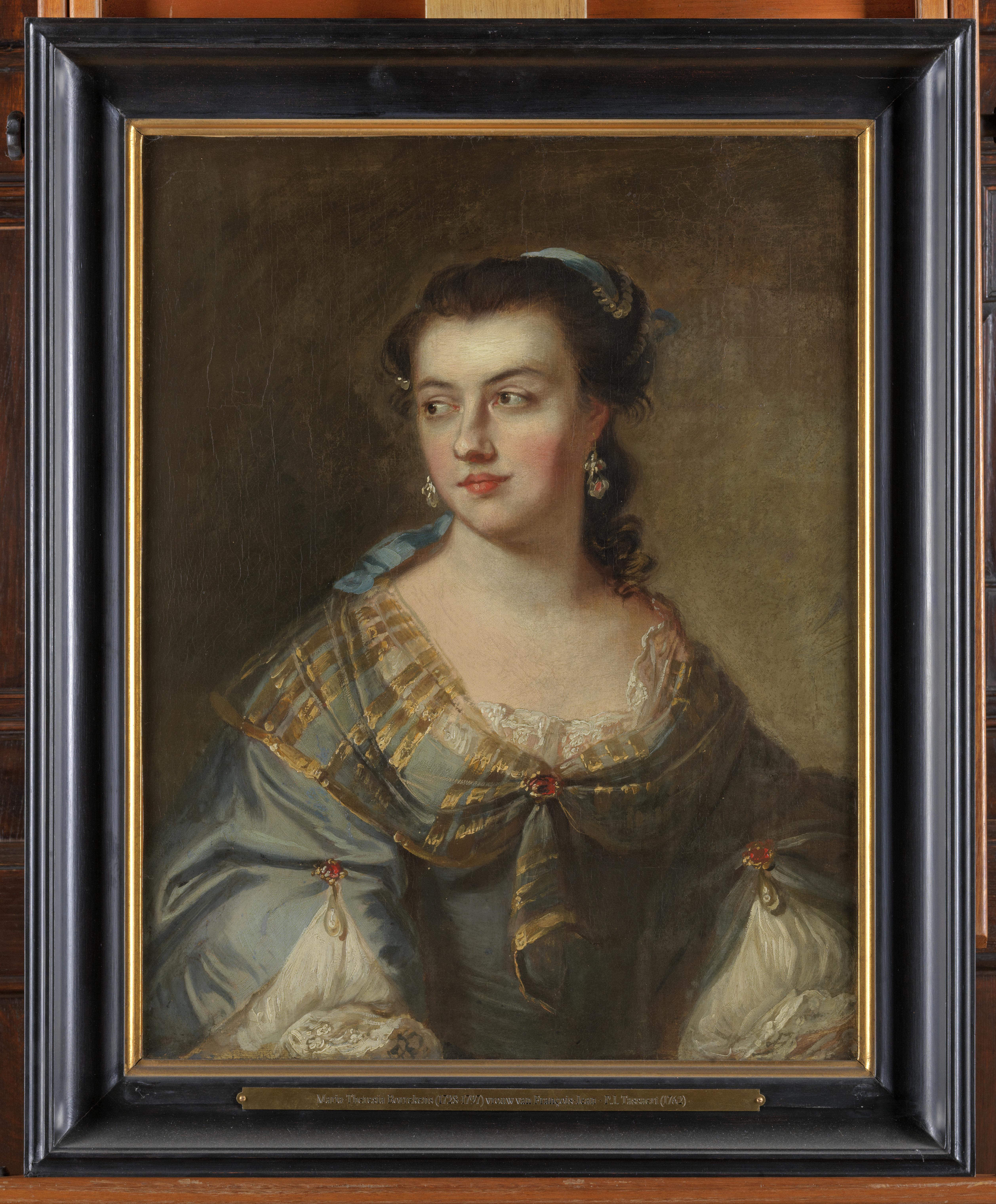
Porträt der Maria-Theresa Borrekens